# Steen Skovsgaard
Steen Skovsgaard (født 30. september 1952 i Bolbro) er cand.theol. fra Aarhus Universitet og fra 11. september 2005 til 1. september 2017 biskop i Lolland-Falsters Stift.
Efter færdiggjort uddannelse blev Skovsgaard 1979 sognepræst ved Gellerup Kirke i Århus og 1997 tillige provst i Århus Vestre Provsti. 1988-1989 var han konstitueret sognepræst i Klaksvik på Færøerne.
Skovsgaard har i sin tid ved Gellerup Kirke særligt beskæftiget sig med Folkekirkens udfordringer i mødet med islam og bl.a. været formand for Kristent Informations- og Videnscenter om Islam og Kristendom (KIVIK) 2001-2005, stiftspræst vedrørende islam og kristendom 1995-2000 og formand for stiftsudvalget vedrørende islam og kristendom i Århus Stift 1995-1999. Han var leder af Theologisk Oratorium 1999-2010.
I 2008 blev han Ridder af 1. grad af Dannebrog.